# Johnny Vazquez
Johnny Vazquez (Guadalajara, 27 gennaio 1979) è un ballerino messicano, noto per aver inventato lo stile di salsa Los Angeles Style insieme ai suoi fratelli Francisco e Luis.

## Biografia
È uno dei ballerini di salsa più ricercati al mondo, insieme al suo Imperio Azteca ha girato tutto il mondo per stage, spettacoli, ecc. Già da giovanissimo a Los Angeles era considerato uno dei più bravi istruttori. Ha già partecipato ad oltre 70 congressi in tutto il mondo.
Dal 2021 al 2023 imperio azteca è stato formato da Danya Morales, Danilo Marco, Giorgia Pagliardini.    
Johnny Vazquez, messicano, è senza ombra di dubbio uno dei più ricercati ballerini di salsa al mondo. Johnny insieme al suo "Imperio Azteca", a toccato il tetto del mondo quando, all'inizio della sua carriera a Los Angeles, era già considerato uno dei migliori istruttori e Ballerini di salsa: Ha già ballato in oltre 70 congressi in tutto il pianeta.
Famoso per aver inventato il "Los Angeles Style" insieme ai suoi fratelli Francisco e Luis Vazquez, è un pioniere della salsa ed è stato chiamato "il principe della salsa" da niente poco di meno che Mr EDDIE TORRES, The King of Salsa.
Johnny è conosciuto per la sua precisione, pulizia e supervelocità del suo stile, i suoi indimenticabili spettacoli e coreografie, senza dimenticare il suo grande carisma, il suo contagioso spirito per il divertimento e la estroversa personalità, caratteristiche che hanno fatto si che egli vincesse per tre volte consecutive il World Salsa Championship, cosa mai più accaduta ad altri ballerini. 
Johnny Vazquez, è anche il direttore della famosa compagnia di ballo "Johnny Vazquez dance company", alla quale si è dedicato per formare ballerini professionisti per competizioni e spettacoli.
Johnny ha anche iniziato una carriera da cantante, realizzando il suo primo album, "Baila Rumbero", che ha registrato il sold out nel primo mese di rilascio. 
Johnny Vazquez è più che un ballerino, egli è capace di attirare pubblico attorno a se e di gestielo danzando, presentando, cantando, animando, ecc.. Lui è certamente uno Show Man!